# Welthauptstadt Germania

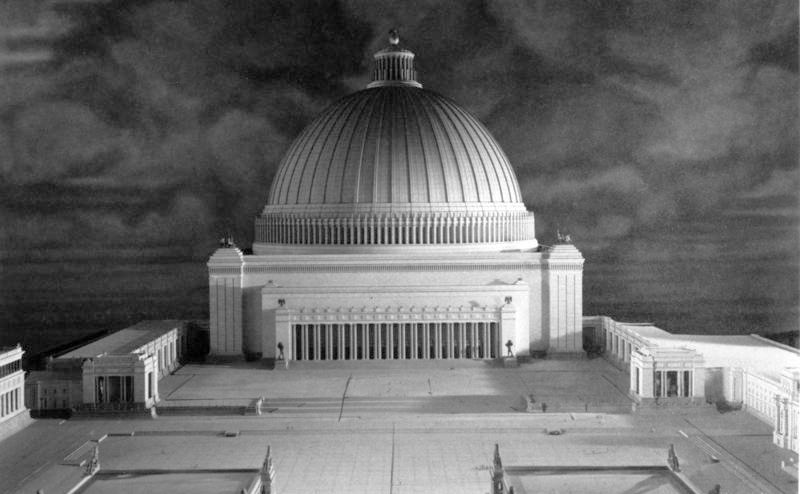
Gipsmodell der Großen Halle (Ruhmeshalle, Halle des Volkes) von Albert Speer (Planung für die Welthauptstadt Germania), 1939

Der Begriff Welthauptstadt Germania für Berlin wird seit der Nachkriegszeit verwendet, um die Machtansprüche des Nationalsozialismus als gigantomanisch zu kennzeichnen. Adolf Hitler hat die beiden Wörter dagegen nie gemeinsam verwendet; er sprach entweder von der „Reichshauptstadt“ oder von „Germania“. Mitarbeiter von Albert Speer führten den Begriff der „Reichshauptstadt Germania“ ein. Seitdem steht dieses Synonym für den Gesamtbauplan für die Reichshauptstadt, mit dem sie zum Mittelpunkt eines großgermanischen Weltreichs umgestaltet werden sollte.
Hitler hatte Speer den eigens geschaffenen Titel Generalbauinspektor für die Reichshauptstadt (GBI) verliehen und unterstellte ihm die gleichnamige Behörde, mit der dieser den Umbau Berlins in Teilen durchführte.
Die direkten Bauarbeiten für die Umgestaltung begannen 1938 und wurden noch bis 1943 fortgesetzt. Infolge der deutschen Kapitulation 1945 kam es nie zur Vollendung. Einige im Stadtgebiet verteilte Probebauten und andere Spuren sind erhalten.

## BezeichnungWelthauptstadt Germania
Laut den Aufzeichnungen von Henry Picker vom 8. Juni 1942 spielte Hitler mit dem Gedanken, die neugestaltete Stadt Berlin in Germania umzubenennen, um einem großgermanischen Weltreich einen Mittelpunkt zu geben.

„Wie seinerzeit die Bayern, die Preußen und so weiter von Bismarck immer wieder auf die deutsche Idee hingestoßen worden seien, so müsse man die germanischen Völker Kontinentaleuropas ganz planmäßig auf den germanischen Gedanken hinlenken. Er halte es sogar für gut, dieser Arbeit durch Umbenennung der Reichshauptstadt Berlin in ‚Germania‘ einen besonders nachhaltigen Auftrieb zu geben. Denn der Name Germania für die Reichshauptstadt in ihrer neuen repräsentativen Form sei geeignet, trotz größter räumlicher Entfernung zwischen jedem Angehörigen des germanischen Rassekerns und dieser Hauptstadt ein Gefühl der Zusammengehörigkeit zu erzeugen.“

Den Begriff Welthauptstadt hatte Hitler bereits drei Monate früher verwendet.

„Berlin wird als Welthauptstadt nur mit dem alten Ägypten, Babylon oder Rom vergleichbar sein! Was ist London, was ist Paris dagegen!“

## Hintergrund, Planung und erste Baumaßnahmen

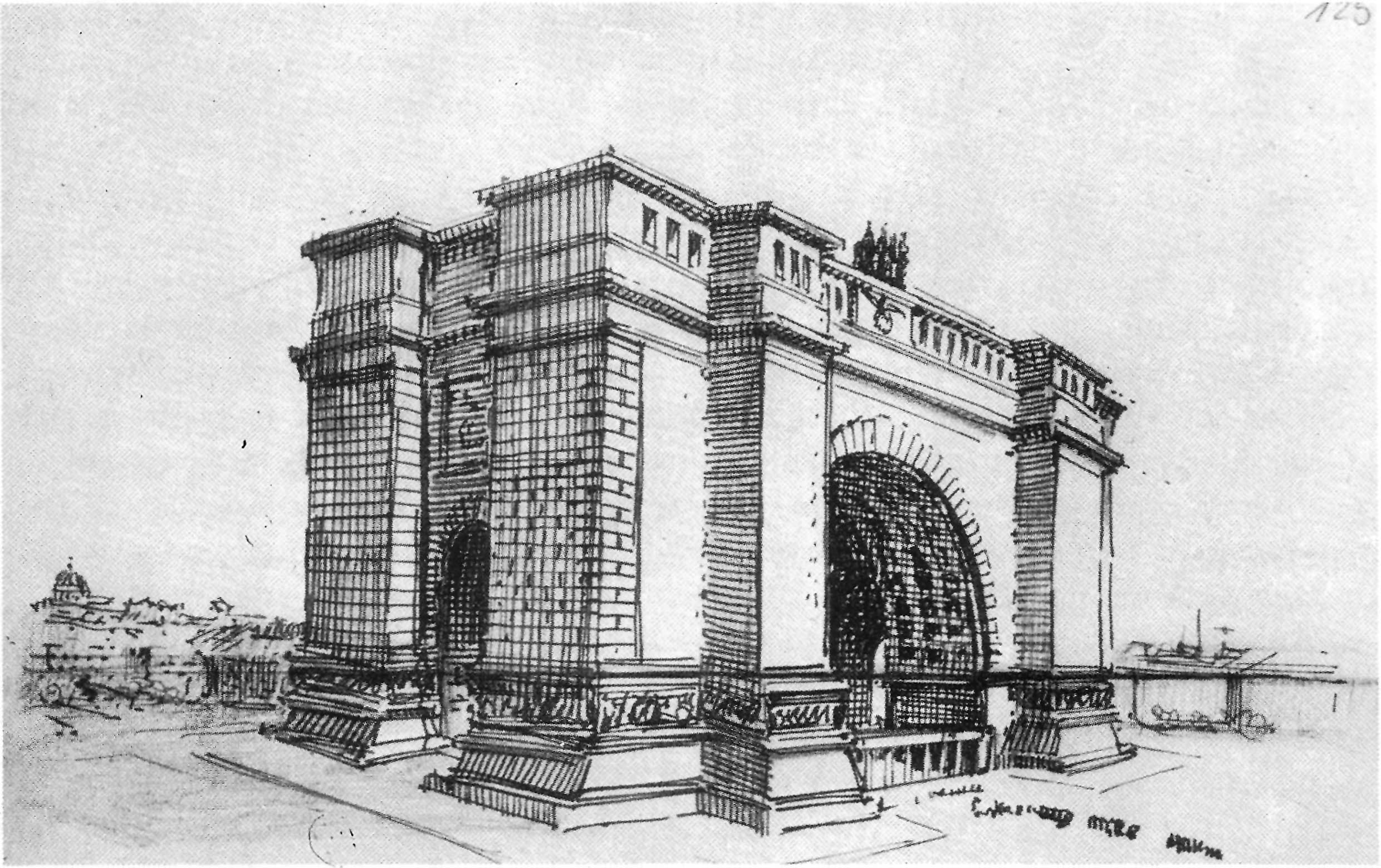
Hitlers Entwurfsskizze des Triumphbogens, 1925

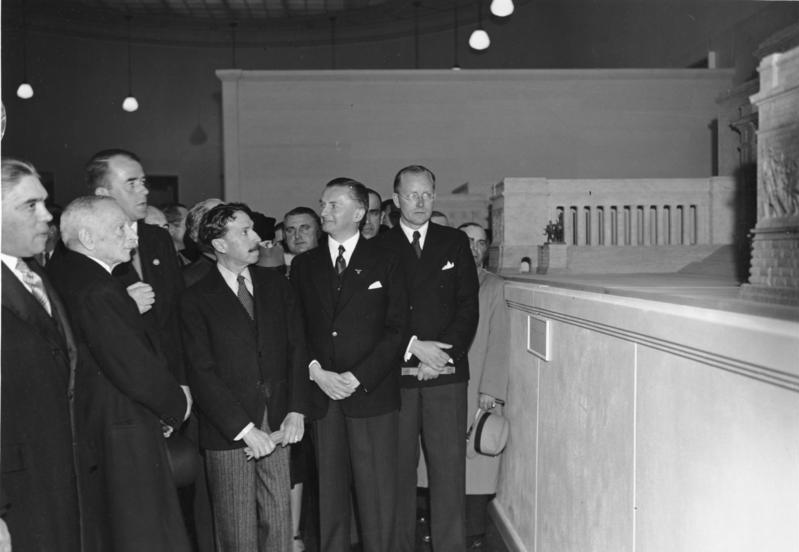
Albert Speer (3. v. l.) und Rudolf Wolters (r.) in Lissabon, Präsentation der Modelle Welthauptstadt Germania 1942. Speers Teilnahme am Projekt blieb später bei der Vorstellung der Modelle

Hitler schrieb in seinem Buch Mein Kampf, dass moderne Städte im Gegensatz zur Antike nicht mehr über Wahrzeichen verfügten, über „Monumente des Stolzes“, und dass der Staat mit seinen Bauten wieder stärker in die Öffentlichkeit treten sollte. Die geplanten Monumentalbauten sollten dem NS-Staat zur Repräsentation dienen.
Die Pläne für die Bauarbeiten, bereits seit 1935 unter Speer erarbeitet, erschienen im Jahr 1937 unter der Überschrift „Neugestaltung der Reichshauptstadt“ in allen großen Tages- und Fachzeitungen als illustrierte Vorankündigungen. Am 4. Oktober 1937 wurde als juristische Grundlage das Gesetz für die Neugestaltung deutscher Städte beschlossen.
Die Bauarbeiten für die Große Halle begannen am 23. Juni 1938. Bereits am 14. Juni 1938 erfolgte die Grundsteinlegung für die Nord-Süd-Achse.
Albert Speer erhielt als Generalbauinspektor für die Reichshauptstadt (GBI) von Hitler umfassende, einem Minister vergleichbare Kompetenzen, sodass er auch auf Einwände der Berliner Stadtverwaltung keine Rücksicht nehmen musste. Die Umsetzung seiner Pläne hätte die bestehende Struktur der Stadt nachhaltig zerstört, etwa 50.000 Wohnungen hätten abgerissen werden müssen. Abrissaktivitäten liefen bis zur Einstellung der Umgestaltungsarbeiten im Frühjahr 1943, zirka 150.000 Menschen wären direkt betroffen gewesen. Im Rahmen der notwendigen Umsiedlung forcierte die Dienststelle des GBI die „Entjudung“ der Stadt, um die frei werdenden Wohnungen für eigene Zwecke zu nutzen. Einerseits, um sie den von der Zwangsumsiedlung betroffenen Volksgenossen zur Verfügung zu stellen oder um Bauarbeiter unterzubringen, andererseits wurden diese Wohnungen innerhalb der Dienststelle des GBI allerdings auch privilegierten Mitarbeitern oder Systemfreunden zur Verfügung gestellt.
Darüber hinaus waren nicht nur lebende Bürger von der Umgestaltung betroffen, der Südwestkirchhof in Stahnsdorf wurde erweitert, um die Gräber der im Bereich der Nord-Süd-Achse liegenden Schöneberger Friedhöfe St. Matthäus und Zwölf Apostel aufzunehmen. Vom St.-Matthäus-Kirchhof wurden viele Grabstätten aus dem nördlichen Bereich nach Stahnsdorf umgebettet. Insgesamt wurden 15.000 Tote bis 1940 umgebettet. Betroffen waren darunter die Grabstätten des Regisseurs Friedrich Wilhelm Murnau (Nosferatu) und des Architekten Walter Gropius senior, Vater des Bauhaus-Gründers Walter Gropius.

## Beteiligte Künstler
Die Ernennung Albert Speers zum Generalbauinspektor für die Reichshauptstadt zog einen Kreis von Architekten, Bildhauern, Malern und Kunsthandwerkern zur Bewältigung der bis dahin einmaligen Aufgaben herbei. Absoluter Favorit für die Skulpturengestaltung war der Bildhauer Arno Breker. Dessen ehemaliger Professor, der Architekt Wilhelm Kreis, wurde auf Empfehlung Brekers bei Speer bis Kriegsende mit zahlreichen Aufträgen bedacht. Der Bildhauer Josef Thorak, der sich wie Breker auf die Darstellung des Menschen konzentrierte, war für Bauvorhaben außerhalb Berlins vorgesehen, wie zum Beispiel in Nürnberg, Linz und im Raum Bayern.
Weitere angesehene Künstler während der NS-Zeit waren jene, die bei der offiziellen Ausstellung im Haus der Deutschen Kunst in München präsentiert wurden und deren Figuren im Berliner Olympiastadion standen. Dazu gehörten neben Breker und Thorak die Bildhauer Georg Kolbe, Sepp Hilz, Fritz Klimsch, Richard Scheibe sowie Robert Ullmann.

## Ost-West-Achse

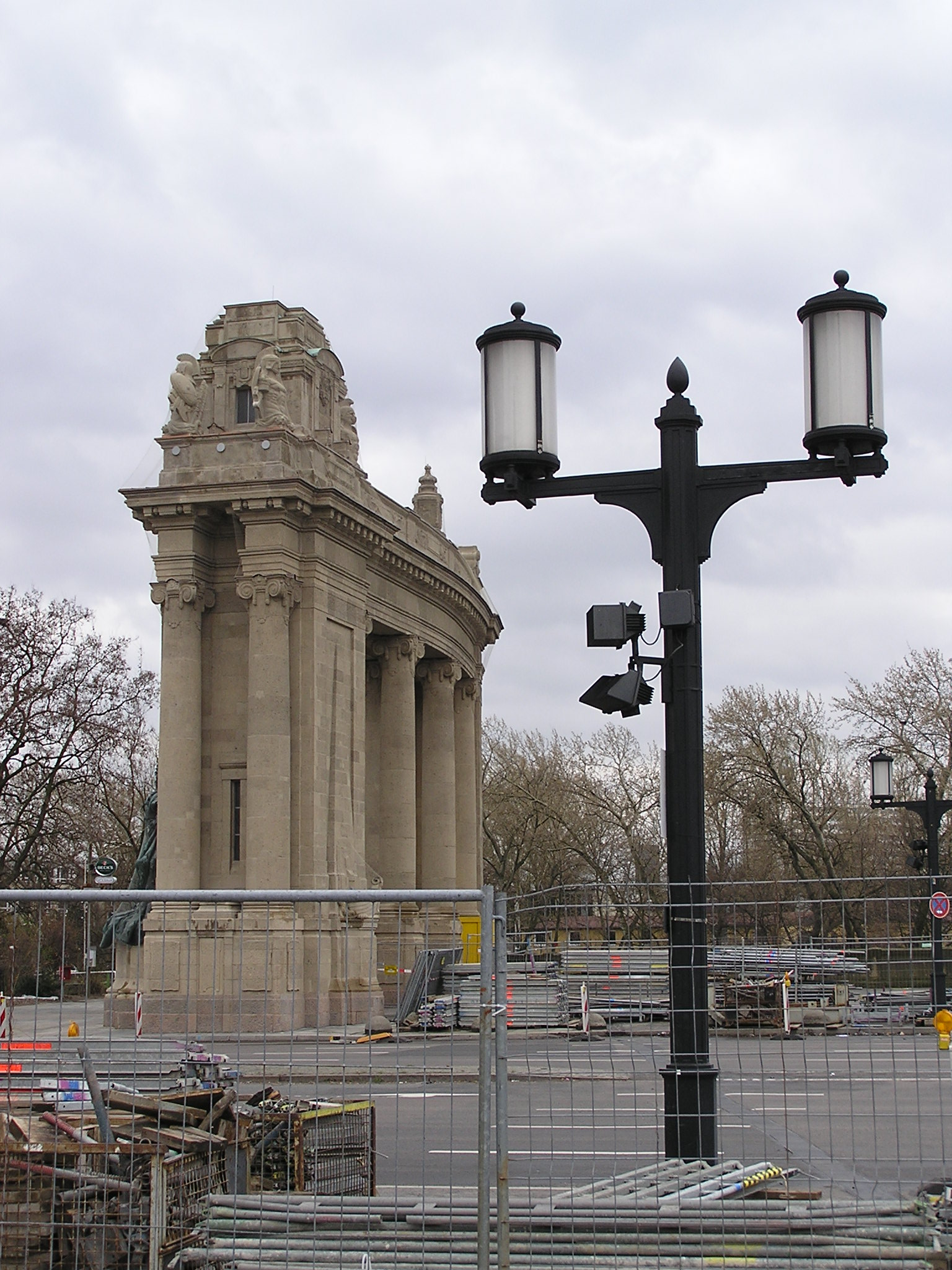
OWA-Kandelaber am Charlottenburger Tor

Die 50 Kilometer lange Ost-West-Achse sollte von Wustermark über die Heerstraße, Adolf-Hitler-Platz (vor 1933 und 1947–1963: Reichskanzlerplatz; seit 1963: Theodor-Heuss-Platz), Kaiserdamm und Bismarckstraße, Knie (seit 1953: Ernst-Reuter-Platz) mit der Technischen Hochschule Charlottenburg (seit 1946: Technische Universität Berlin) entlang der Charlottenburger Chaussee (seit 1953 Straße des 17. Juni) über den Großen Stern, das Brandenburger Tor und Unter den Linden über Frankfurter Tor und Frankfurter Allee verlaufen.
Auf Intervention Hitlers wurde die östliche Fortführung zurückgestellt. An der Museumsinsel sollte die Ost-West-Achse um eine Reihe von Museumsbauten erweitert werden, am Kupfergraben waren ein Weltkriegsmuseum und ein Rassekundemuseum nach Plänen des Architekten Wilhelm Kreis vorgesehen.
Ein sieben Kilometer langes Teilstück der Ost-West-Achse, das zunächst vom Brandenburger Tor bis zum damaligen Adolf-Hitler-Platz führte, wurde 1939 nach zwei Umbauphasen ab 1935 zu Hitlers Geburtstag fertiggestellt. Die Siegessäule war dazu vom Königsplatz vor dem Reichstag auf den Großen Stern versetzt und hierbei um 7 1⁄2 Meter erhöht worden. Eine besondere Herausforderung war die Überquerung des Landwehrkanals am Charlottenburger Tor: Einerseits sollte das Straßenniveau so wenig wie möglich erhöht werden, andererseits sollte auch der Kanal schiffbar bleiben. Eine aufwendige Brückenkonstruktion war die Folge. Da mit Rücksicht auf die bereits in der Planungsphase befindliche Nord-Süd-Achse mit den repräsentativen Bauten keine Beleuchtung die Straße überspannen sollte, entwickelte die Berliner Kraft- und Licht-Aktiengesellschaft (Bewag) neue Leuchten, für die Albert Speer die äußere Hülle gestaltete. Insgesamt stehen noch 800 dieser zweiarmigen OWA-Kandelaber links und rechts der Trasse zwischen Theodor-Heuss-Platz und S-Bahnhof Tiergarten. Sie wurden bislang dreimal instand gesetzt, zuletzt im Jahr 2000.

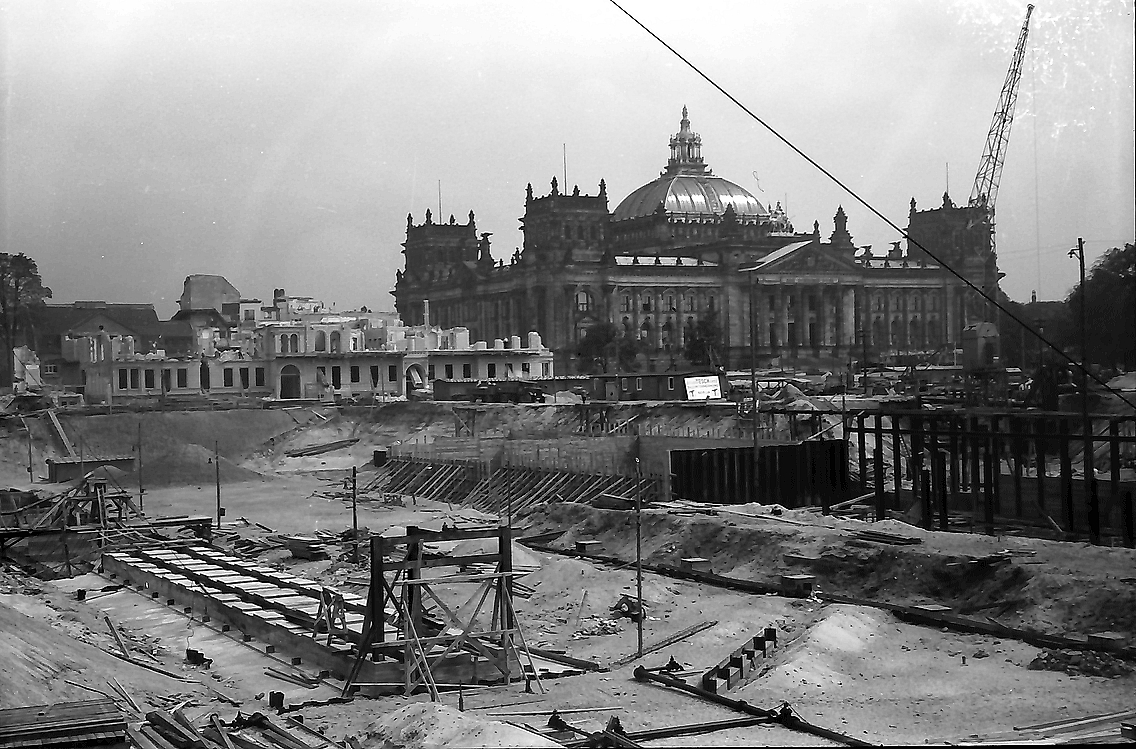
Arbeiten für den Spree-Durchstich am Königsplatz, August 1939

Eine beiderseitige Verlängerung dieser Trasse war dann zwischen dem östlichen und westlichen Autobahnring vorgesehen. Anfänglich zwei, später vier Ringe sollten den Verkehr von den Achsen in die Stadtfläche verteilen. Nördlich des Schnittpunkts der Monumentalachsen, im Spreebogen, sollte die Große Halle als zentrale Versammlungsstätte liegen. Insbesondere die Nord-Süd-Achse sollte als Prachtstraße ausgebaut werden. Als Ersatz für die wegfallenden Flächen in der Innenstadt sollten unter anderem im Grunewald eine neue Hochschulstadt sowie im Osten und Süden Berlins völlig neue Stadtteile entstehen.
In der zeitgenössischen Presse wurde der Straßenzug in Anlehnung an altrömische Gepflogenheiten als „Via Triumphalis“ bezeichnet.

## Nord-Süd-Achse

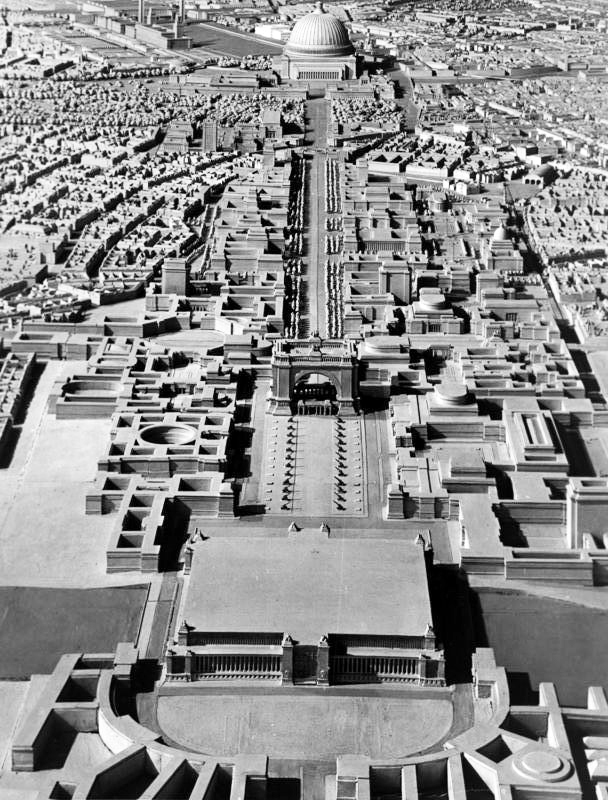
Berlin, Modell von 1939 zur Neugestaltung, Blick vom geplanten Südbahnhof über den Triumphbogen bis zur Großen Halle (Nord-Süd-Achse)

Als 120 Meter breite Prachtstraße war ein rund sechs Kilometer langes Kernstück der 40 Kilometer langen Nord-Süd-Achse vorgesehen. Dieses sollte von einem neuen Nordbahnhof im Südosten Moabits bis zu einem ebenfalls neuen Südbahnhof in der Nähe des heutigen Bahnhofs Südkreuz in Tempelhof reichen. Neben dem Nordbahnhof, in direkter Nähe zur Großen Halle, war ein 1200 m × 400 m großes Wasserbecken vorgesehen, in dem sich die Große Halle spiegeln sollte. Wie die anderen geplanten Monumentalbauten waren die Bahnhöfe von ungekannter Dimension. Die Arbeiten zum Südbahnhof, für den die Reichsbahnbaudirektion Berlin bereits 1937 erste Entwürfe vorgelegt hatte, wurden ab 1940 von Speer persönlich geleitet und waren bei der generellen Einstellung der Umgestaltungsplanungen im März 1943 fast zur Baureife gediehen. Im August 1941 erteilte Speer die Anweisung, zu den geplanten 20 Parallelgleisen zwei weitere Gleise für die Einbindung der Breitspurbahn, eines anderen Lieblingsprojekts Hitlers, einzufügen.
Auf dem südlichen Teil der Prachtstraße war nahe dem Südbahnhof ein kolossaler Triumphbogen (in Form eines Tetrapylons) vorgesehen, der 117 m hoch und 170 m breit werden sollte, beschriftet mit den Namen aller im Ersten Weltkrieg gefallenen deutschen Soldaten und geschmückt mit Reliefs von Arno Breker. Im Anschluss daran sollte die „Beutewaffenallee“ als Vorplatz des Südbahnhofs einen triumphalen Abschluss bilden. Entlang der Nord-Süd-Achse sollten alle wichtigen Reichs- und Parteibehörden sowie Firmenzentralen und kulturelle Einrichtungen angesiedelt werden.
Um die Bodenbelastbarkeit für den geplanten Triumphbogen zu ermitteln, wurde im Jahr 1941 ein Großbelastungsversuch in Form eines Betonzylinders in Tempelhof fertiggestellt. Der gewaltige Schwerbelastungskörper (21 m Durchmesser, 14 m Höhe, 12.650 t Masse) ist das einzige oberirdische Bauzeugnis der Nord-Süd-Achse und kann besichtigt werden.
Die Nord-Süd-Achse sollte als Siegesallee des III. Reiches auf der Trasse der wilhelminischen Siegesallee des II. Reiches beginnen, deren Figuren dafür 1938 abgeräumt und in der Großen Sternallee im Tiergarten neu aufgestellt worden waren. Städtebaulicher Höhepunkt der Nord-Süd-Achse sollte der Große Platz mit dessen umgebenden Gebäuden werden. Der Große Platz, als Aufmarschplatz für bis zu einer Million Menschen gedacht, sollte umgeben werden von der Großen Halle, dem Führerpalast, dem Großdeutschen Reichstag, dem Reichstagsgebäude, dem Dienstgebäude für das Oberkommando der Wehrmacht und dem neuen Dienstgebäude der Reichskanzlei.
Um den Sieg über die Nationalsozialisten baulich zu dokumentieren, ließ die Rote Armee 1945 exakt auf der geplanten Nord-Süd-Achse, nördlich des Schnittpunktes der Ost-West- und Nord-Süd-Achse, in unmittelbarer Nähe zum Reichstagsgebäude und Brandenburger Tor, ein Ehrenmal errichten.

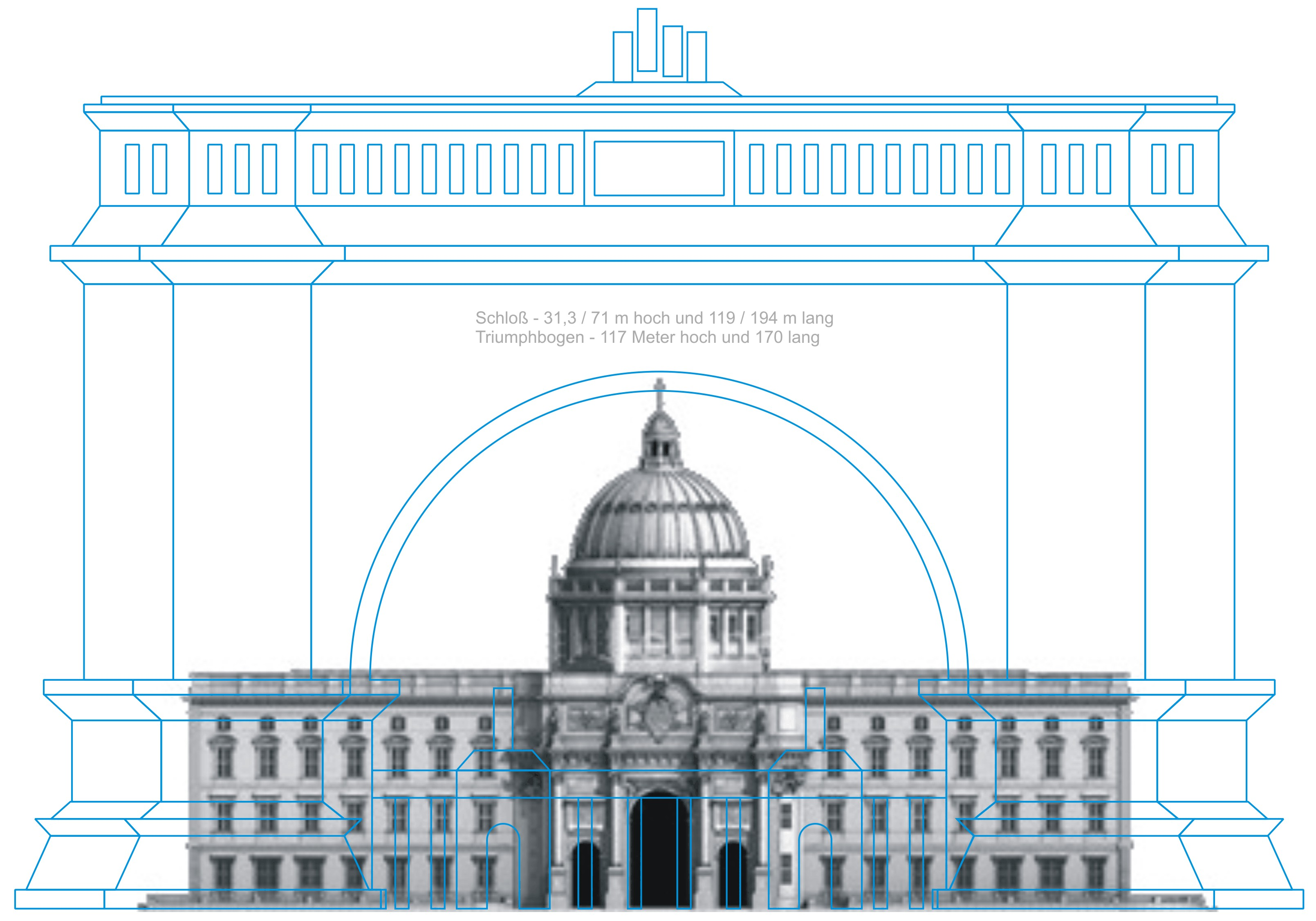
Größenvergleich: Triumphbogen mit dem Berliner Schloss
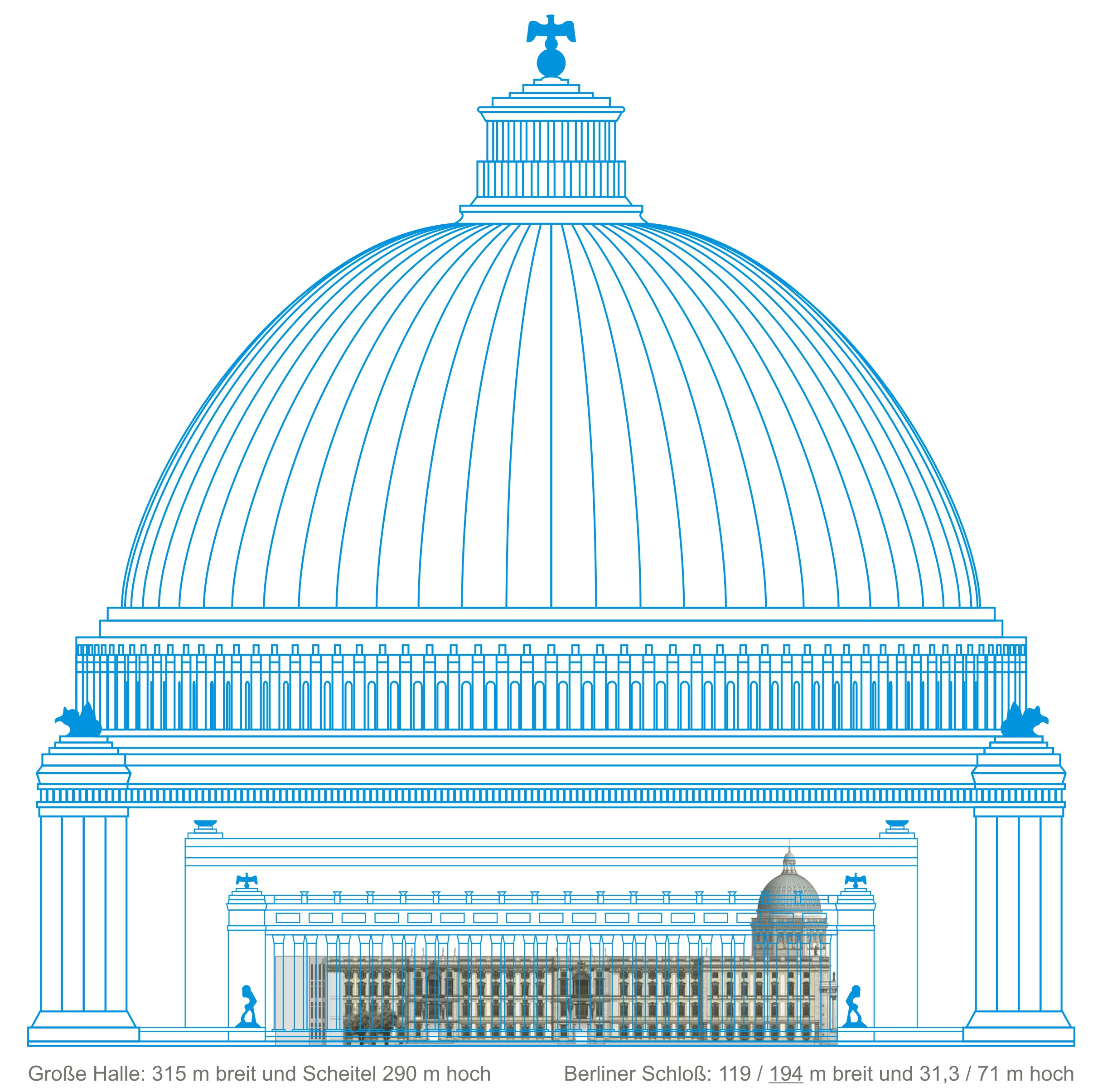
Größenvergleich: Große Halle mit dem Berliner Schloss

## Große Halle (Ruhmeshalle, Halle des Volkes)
Im Spreebogen, etwas nördlich des Reichstags, war das wichtigste Gebäude der Germania-Planungen vorgesehen, die Große Halle. Sie war mit 315 m × 315 m Grundfläche und 320 m Höhe als das größte Kuppelgebäude der Welt geplant.

## Wehrtechnische Fakultät und Hochschulstadt
Im Grunewald, südwestlich des Olympiastadions, wurde 1937 mit dem Bau der Wehrtechnischen Fakultät begonnen. Sie war als erster Abschnitt einer Hochschulstadt geplant, die ihrerseits die Wehrtechnische Fakultät nach Westen fortsetzen sollte. Bestandteil der geplanten Hochschulstadt war ein gigantisches, an den Parthenon erinnerndes Auditorium maximum. Ebenfalls in Planung war der große Neubau einer Universitätsklinik, die als Ersatz für die in der Stadt wegfallende Charité dienen sollte.
Die Wehrtechnische Fakultät ist nicht über einen Rohbau hinausgekommen, dessen Ruine nach dem Zweiten Weltkrieg mit Trümmerschutt überdeckt wurde. An dieser Stelle entstand der 120 m ü. NHN hohe Teufelsberg, ein Naherholungsgebiet. Auf seinem Gipfel befand sich jahrzehntelang eine Flugüberwachungs- und Abhörstation der US-amerikanischen Streitkräfte. Der Trümmerschutt wurde mit Sand und Mutterboden überdeckt und dann mit rund einer Million Bäumen bepflanzt.
Die Planungen von Speer für die Welthauptstadt Germania sahen eine Reichsuniversität Adolf Hitler vor, der das Reichssportfeld mit dem Olympiastadion Berlin später zugeschlagen worden wäre. Es sollte als architektonischer Höhepunkt eine „riesenhafte“ Langemarckhalle errichtet werden, welche die zu den Olympischen Sommerspielen 1936 entstandene Langemarckhalle in den Schatten gestellt hätte. Sie sollten den Mythos von Langemarck propagieren.

## Südstadt
In Verlängerung der geplanten Nord-Süd-Achse war die Südstadt mit Wohnungen für rund 210.000 Bewohner und Arbeitsplätze für rund 100.000 Arbeiter vorgesehen. Keiner dieser Pläne wurde bis zum Ende der NS-Zeit realisiert.

## Beschaffungslogistik
Die notwendigen Flächen, Gelder, Baustoffe und Arbeiter für die Errichtung der Welthauptstadt Germania mussten beschafft werden. Hier zeigt sich exemplarisch die Verbindung mit dem nationalsozialistischen Unrechtsstaat.
- Die für diese Projekte notwendigen, meist mit Wohnhäusern bebauten oder als Friedhöfe genutzten städtischen Flächen wurden teilweise abgerissen, trotz der großen Wohnraumnot in Berlin, die Toten in andere Friedhöfe überführt. Jüdische Wohnungsinhaber oder jüdische Mieter wurden ohne gesetzliche Grundlagen auf Anweisung von Generalbauinspektor Albert Speer aus ihren Wohnungen vertrieben (siehe unter Hintergrund und Planung und erste Baumaßnahmen).[13]
- Die Steinquader wären von Zwangsarbeitern in einigen von Konzentrationslagern aus betriebenen Steinbrüchen bereitzustellen gewesen. Granitquader sollten durch das KZ Flossenbürg und das KZ Mauthausen, Ziegelsteine in dem 1938 errichteten SS-eigenen Klinkerwerk Oranienburg hergestellt werden. Der Ort wurde durch die Nähe des KZ Sachsenhausen vorgegeben: Bei Produktionsaufnahme im Mai 1939 wurde festgestellt, dass die Tonmaterialien dort ungeeignet waren.[14]
- Deutsche Arbeiter wurden vor dem Krieg für kriegswichtige Produktionen, im Krieg zunehmend als Soldaten benötigt. Für Arbeiten im Zusammenhang mit der Welthauptstadt Germania wurde von vornherein mit Zwangsarbeitern und KZ-Insassen geplant, vor allem Juden, Sinti und Roma, Homosexuellen, Zeugen Jehovas und „Asozialen“.

## Verbliebene Orte

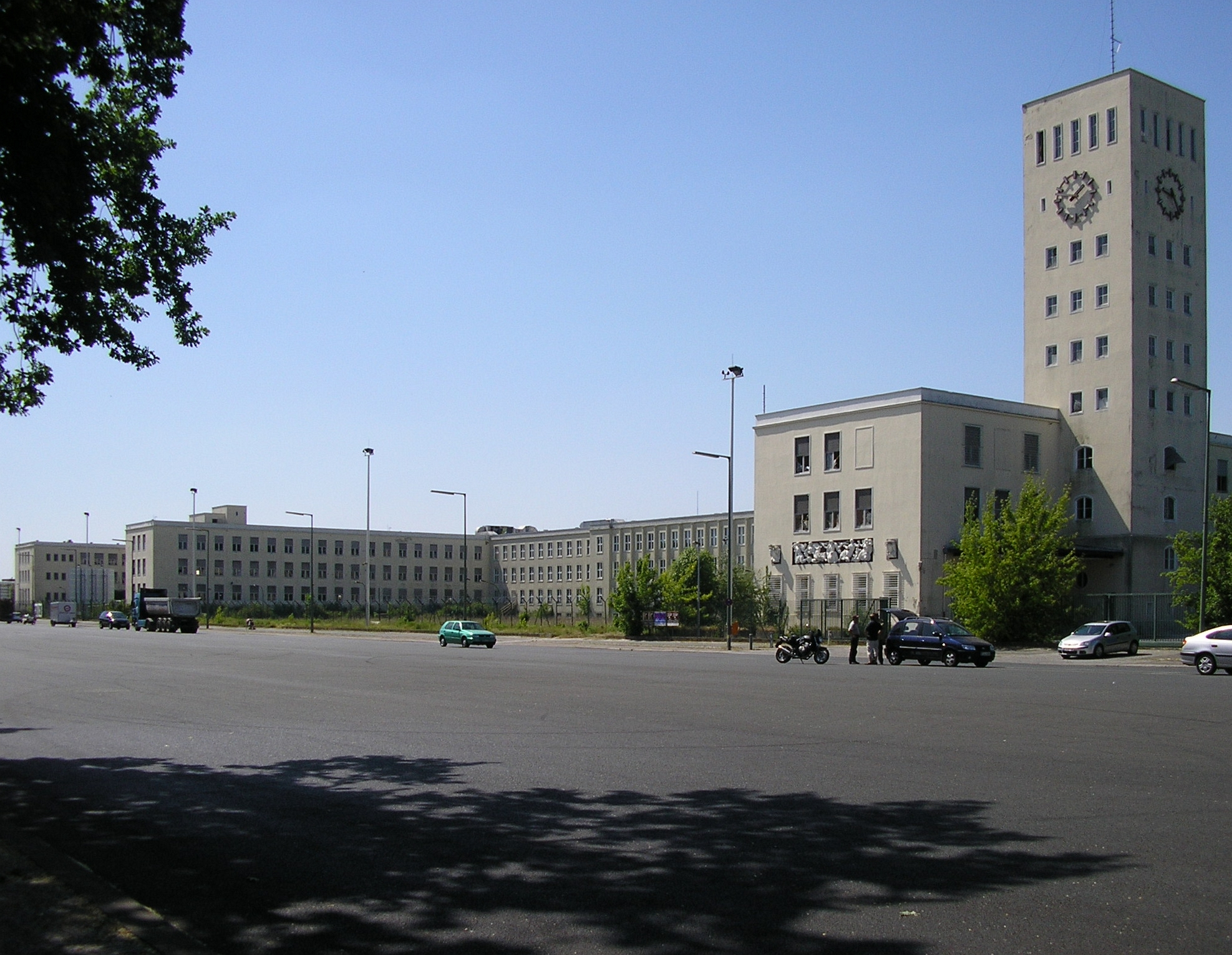
Platz des 4. Juli in Lichterfelde.
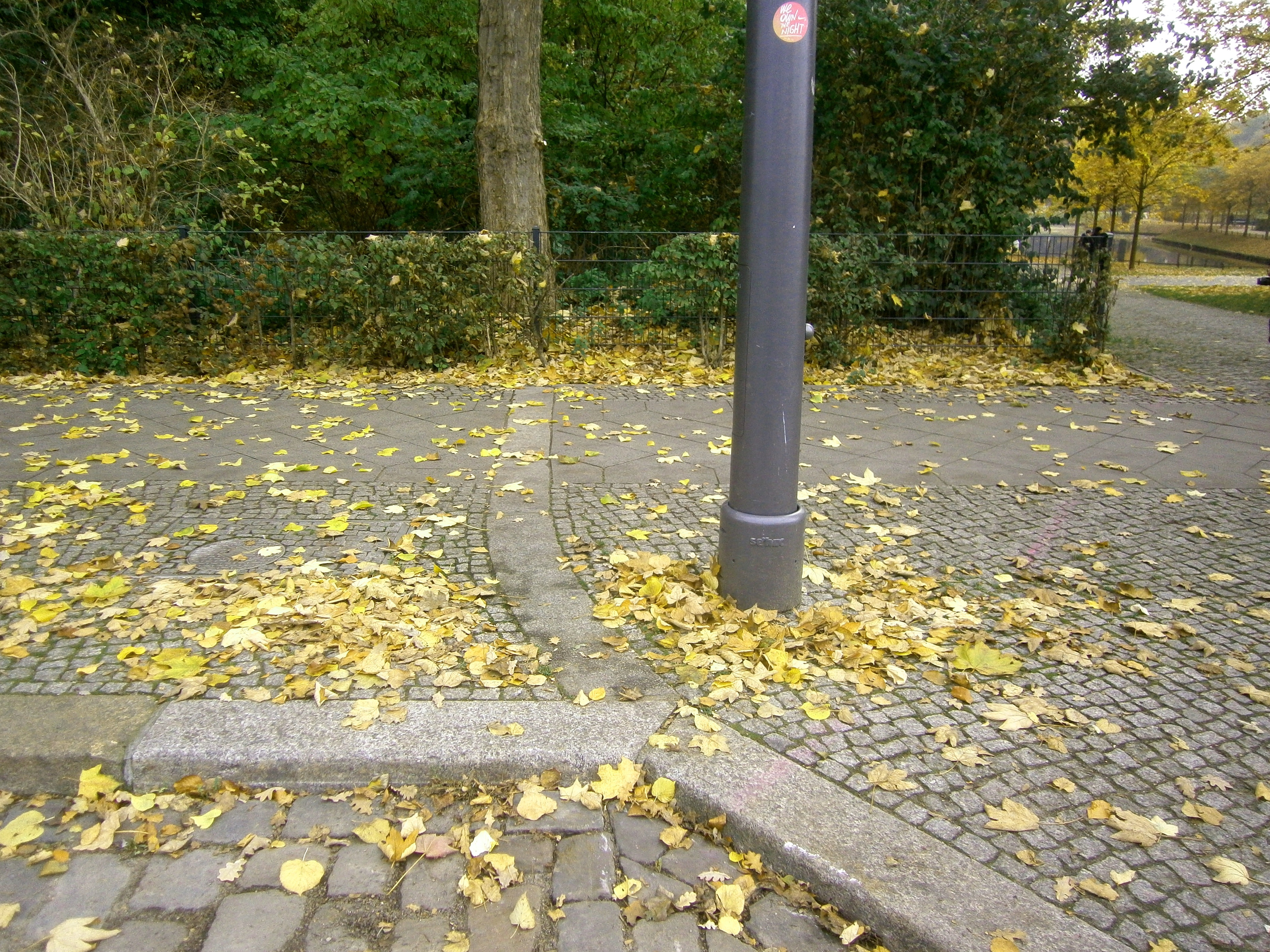
Bordstein der geplanten Nord-Süd-Achse, eingelassen im Gehweg der Straße des 17. Juni (Blickrichtung nach Süden), 2015
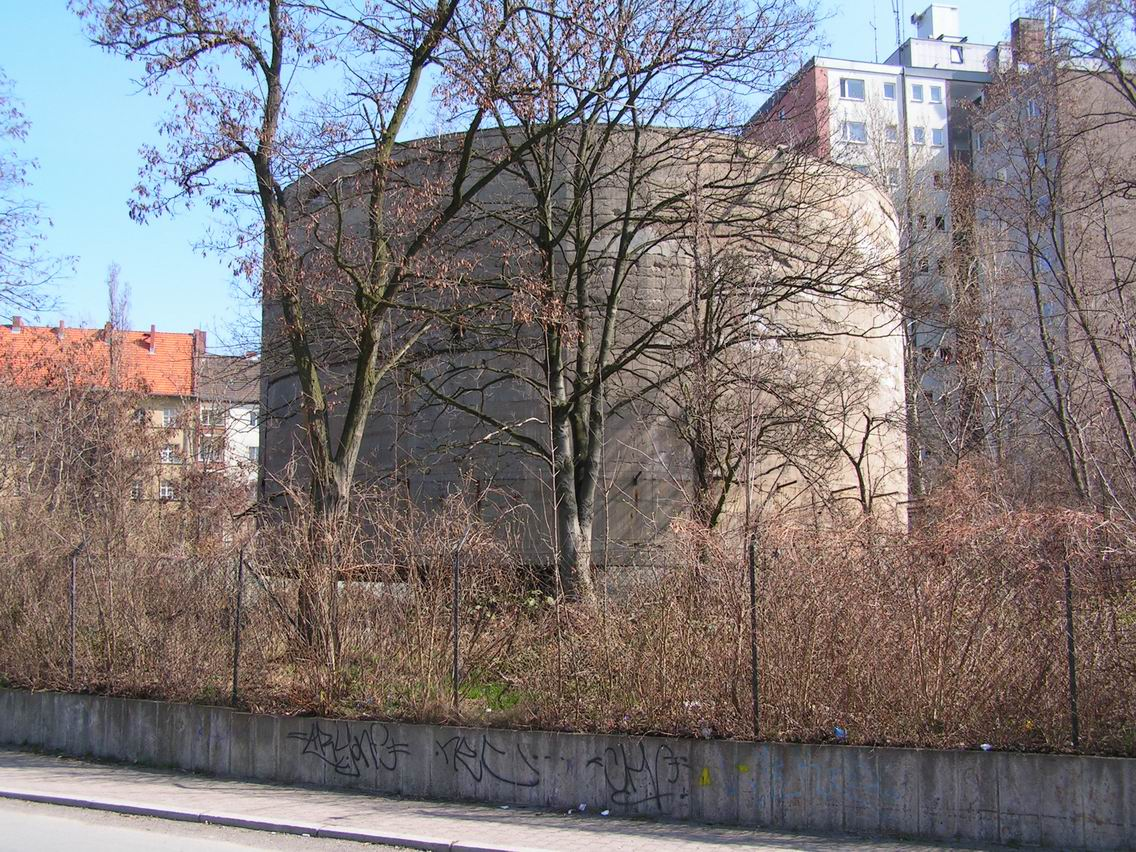
Schwerbelastungskörper in Berlin-Tempelhof
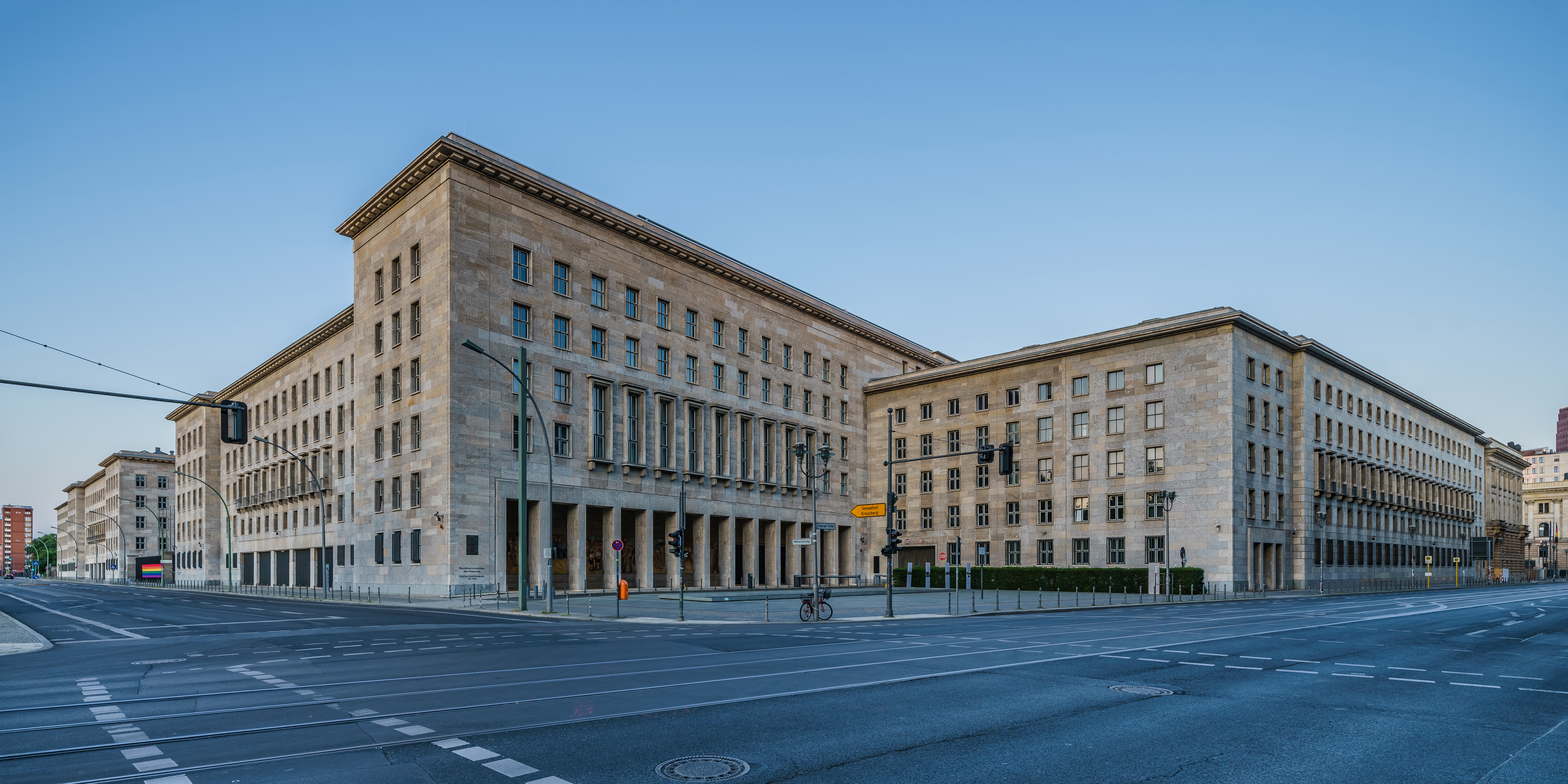
Das ehemalige Reichsluftfahrtministerium, seit 1992 Detlev-Rohwedder-Haus, an der Wilhelmstraße in Berlin-Mitte
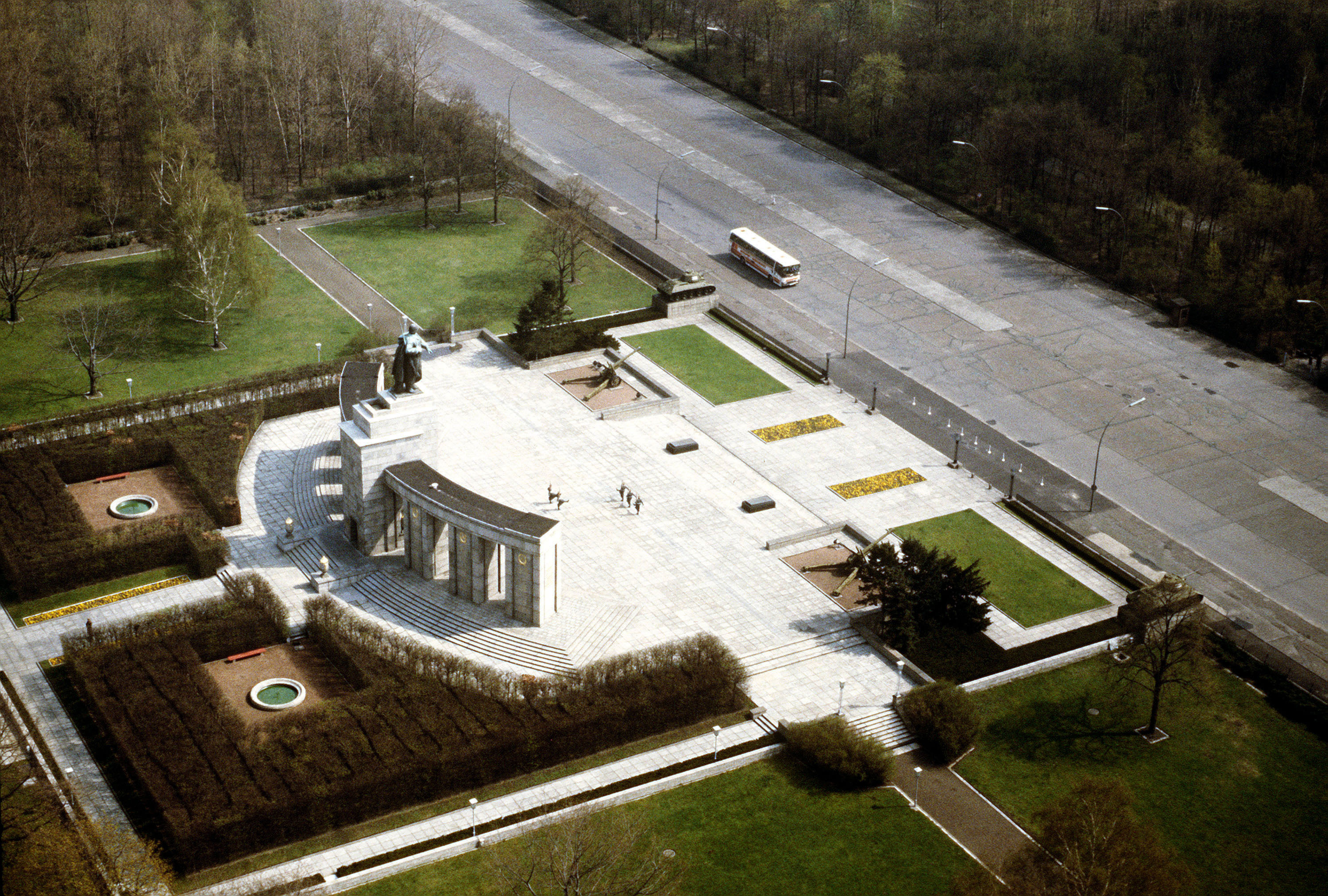
Anblick der Straßensituation, Sowjetisches Ehrenmal auf der Nord-Süd-Achse (Blickrichtung nach Osten), 1983

### Straßen, Plätze, Tunnel
- Der Bereich des heutigen Platzes des 4. Juli in Lichterfelde ist das einzige Teilstück des vierten Außenringes (Autobahn), der Germania umrunden sollte. Während der Besatzungszeit diente die Fläche den Soldaten der US-Army aus der angrenzenden Kaserne McNair Barracks (bis 1945: Firmensitz und Stammwerk von Telefunken) als Platz für Paraden und ähnliche Veranstaltungen, auch anlässlich des Unabhängigkeitstages der USA am 4. Juli. Im Jahr 1976 hat die Fläche ihren Namen erhalten.
- Für den geplanten Umbau des Adolf-Hitler-Platzes (1945–1963 wieder Reichskanzlerplatz, seitdem: Theodor-Heuss-Platz) für die Ost-West-Achse in den Mussoliniplatz wurde die Stuttgarter Firma Lauster 1937 beauftragt, 14 Travertinsäulen zu fertigen. Die Auslieferung wurde durch den Zweiten Weltkrieg verhindert. Sie sind noch beim Kraftwerk Stuttgart-Münster zu sehen.[15]
- Im Tiergarten wurde für das Achsenkreuz der Ost-West- und Nord-Süd-Achse ein System von Straßentunneln projektiert, um eine Verkehrsführung ohne Ampeln zu gewährleisten. Für die Rampen der Tunnel waren zur Vermeidung von Glatteisgefahr elektrische Heizsysteme vorgesehen. 1938 wurde eine unterirdische Bauvorleistung in Form von zwei Straßentunnelfragmenten errichtet, um ein erneutes Aufreißen der Ost-West-Achse zu vermeiden. Die Tunnelfragmente sind noch vorhanden und wurden 1967 entdeckt.[16][17] Einige unterirdische Bauten wurden allerdings beim Bau des Tiergartentunnels entfernt. Die in Teilen erhaltenen „Tunnelanlagen des Achsenkreuzes im Spreebogen“ sind entsprechend als Baudenkmal[18] eingetragen.[19]
- Von der Nord-Süd-Achse[5][20] blieb oberirdisch der erste Meter baulich sichtbar erhalten (siehe Foto). Erkennbar sind die im Gehweg eingelassenen Bordsteineinmündungen, an der Südseite der Straße des 17. Juni, gegenüber dem Sowjetischen Ehrenmal. Im Gegensatz zu der 47,7 Meter breiten ehemaligen Siegesallee[21] vom heutigen Kemperplatz zum früheren Königsplatz (1926–1935 sowie wieder seit 1948: Platz der Republik), heute ein Spazierweg zum Sowjetischen Ehrenmal, war am Südrand der Charlottenburger Allee (heute: Straße des 17. Juni) ein breiterer Anschluss vorbereitet worden.[22] Die 120 Meter auseinander liegenden Rundungen der niveaugleich im Gehweg eingelassenen Bordsteine[23] sind noch sichtbar, da sie beim Neubau des südlichen Gehwegs einbezogen wurden. Der westliche Bordstein liegt am Rand der Parkbucht Richtung Yitzhak-Rabin-Straße (westliche Ecke), der östliche Bordsteinrest gegenüber dem östlichen Panzer des Sowjetischen Ehrenmals, 15 Meter versetzt in Richtung Brandenburger Tor (östliche Ecke).

### Hochbauten
- Das Olympiastadion, das nach den Olympischen Sommerspielen 1936 ein Teil der Hochschulstadt werden sollte, sowie der Flughafen Tempelhof des Architekten Ernst Sagebiel, der bis zu sechs Millionen Passagiere pro Jahr abfertigen sollte – 1934 waren es gerade 200.000 Fluggäste –, waren nicht Teil der Germaniaplanung gewesen, zumal diese erst 1937 amtlich wurde. Das in der Folgezeit entstandene Flughafengebäude war mit seiner Bruttogeschossfläche von 307.000 m² bis zum Bau des Pentagons bei Washington das größte Gebäude der Welt. Die meisten anderen Bauten des Projekts hingegen sind durch die immer stärkere Bindung aller Ressourcen in der Kriegsführung kaum über die Planungsphase hinaus gelangt.
- Der Schwerbelastungskörper sollte Angaben zum Baugrund geben. Bevor Bauten von solcher Größe wie der geplante Triumphbogen oder die Große Halle in Angriff genommen werden konnten, musste eine Versuchsanlage zur Überprüfung der Tragfähigkeit des sandigen Berliner Bodens errichtet werden. Dieser Bau besteht aus einem 14 Meter hohen und 12.650 Tonnen schweren Betonzylinder, der auf einem schmalen Sockel ruht und so den hohen Druck auf den Boden simuliert, wie er durch den Triumphbogen entstanden wäre. Durch langfristige Messungen am Sockel sollten mögliche Senkungen festgestellt werden. Der Zylinder, im unteren Teil aus massivem Stahlbeton, im oberen Teil aus nichtarmiertem Gussbeton, konnte in der Nachkriegszeit wegen seiner Lage zwischen Bahnlinie und Wohnbebauung nicht gesprengt werden und ist daher noch am Loewenhardtdamm Ecke General-Pape-Straße vorhanden. Nach dem Krieg wurde er lange Zeit von der Deutschen Gesellschaft für Bodenmechanik (Degebo) für Versuche genutzt. Seit 1995 ist er unter Denkmalschutz gestellt und wurde in den Jahren 2007–2009 restauriert.
- Das Reichsluftfahrtministerium in der Wilhelmstraße, ebenfalls bei Beginn der offiziellen Germania-Planungen bereits fertiggestellt, wurde nach den Plänen von Ernst Sagebiel gebaut. Der Komplex heißt seit 1992 Detlev-Rohwedder-Haus und ist Sitz des Bundesfinanzministeriums.
- Bestandteil der Germania-Planung war die Wehrakademie, deren unvollendeter Rohbau nach 1945 zum Teufelsberg aufgeschüttet wurde. Das Kulturforum Berlin entstand auf den Überresten des Runden Platzes, an dem das Haus des Fremdenverkehrs (Architekt: Theodor Dierksmeier) im Stil des Fehrbelliner Platzes bereits errichtet war. Es wurde nach dem Krieg zugunsten der Neuen Nationalgalerie abgerissen.
- Die im Verhältnis zum Gesamtprojekt Germania eher geringfügigen Umbauten der Charlottenburger Chaussee und der Standort der Siegessäule entsprechen noch der historischen Situation.

Weitere erhaltene Spuren:
- Finanzamt Charlottenburg
- Haus des deutschen Gemeindetages
- OWA-Kandelaber
- Postamt N 4
- Reichsbankerweiterung
- Gauarbeitsamt
- Palais Schwerin
- Reichsmünze
- Japanische, Italienische und Jugoslawische Botschaft
- Krupp-Repräsentanz
- Nordstern-Lebensversicherungs-Bank
- Karstadt-Verwaltungsgebäude
- Zentralflughafen Tempelhof
- Siedlung Grazer Damm
- Tunnelstücke unter der Achsenkreuzung, in den 2010er Jahren zugeschüttet
- Güterbahnhof Priesterweg
- Telefunkenzentrale Zehlendorf
- Telefontunnel des GBI am Postfenn
- Hitlerjugendheim Rehberge
- Reichsluftschutzschule
- Atelier von Arno Breker
- Allianz- und Stuttgarter Lebensversicherungs-Bank, Mohrenstraße
- Getreidesilo am Westhafen
- Flakbunker Humboldthain
- Haus der Schweiz, Friedrichstraße Ecke Unter den Linden
- Hauptverwaltung der Deutschen Brauwirtschaft, Badener Straße.

## Filme
- Artem Demenok: Welthauptstadt Germania. Sonderpreis Kultur des Landes Nordrhein-Westfalen beim Adolf-Grimme-Preis 2006, historische Dokumentation von 2005, 53 min